# Harry Burton
Harry Burton (* 13. September 1879 in Stamford (Lincolnshire); † 27. Juni 1940 in Assiut, Ägypten) arbeitete als Fotograf für das Metropolitan Museum of Art während der 1920er und 1930er Jahre in Ägypten.
Harry war der Sohn des Möbeltischlers William Burton und Ann Hufton. Als 5. von 11 Kindern nahm Robert Needham Cust (1821–1909) sich seiner an und sorgte für seine Erziehung. Dieser war nach 20 Jahren Dienst als Rechtsanwalt für die East India Company 1868 nach England zurückgekehrt und widmete sich jetzt ganz seinen Studien in Geschichte, Geographie, orientalischer Sprachen und Religion. Cust war ein religiöser Mensch und sozial eingestellt. Später machte er Burton zu seinem Sekretär und nahm ihn mit nach Florenz.
In Florenz entwickelte Burton seine Fertigkeiten mit der Kamera und wurde bekannt als talentierter Fotograf von Gemälden. Hier begegnete er auch Theodore M. Davis, dem reichen Amerikaner, der in Ägypten eine Grabungskonzession für das Tal der Könige besaß. Davis stellte 1910 Burton als Fotograf und später sogar als Grabungsleiter ein.
Als Davis seine Konzession 1914 aufgab, wurde Burton als Fotograf der Ägypten-Expedition des Metropolitan Museums von Albert M. Lythgoe eingestellt, eine Stelle, die er bis zu seinem Tod innehatte. Harry Burton war als Fotograf Mitglied des Ausgrabungsteams von Howard Carter bei der Ausgrabung des Grabes des Tutanchamun (KV62) im Tal der Könige.